# Садиба по вулиці Богдана Хмельницького, 72
Садиба по вулиці Богдана Хмельницького, 72 — комплекс житлових будинків у Шевченківському районі Києва, по вулиці Богдана Хмельницького. Складається з чотирьох будинків, зведених у 2-й половині XIX — на початку XX століття. Усі будинки садиби мають статус щойно виявленої пам'ятки архітектури та містобудування.

## Історія
У першій половині 1840-х роках міщанин А. Вересов отримав від Київської губернської будівельної та дорожньої комісії ділянку площею 300 кв. сажнів на вулиці Кадетській (тогочасна назва вулиці Хмельницького); станом на 1846 рік садиба вже була забудованою. Після смерті Вересова у 1859 році, його спадкоємці продали садибу титулярному раднику А. Горянському. Станом на 1867 рік на території садиби розташовувалися одноповерховий дерев'яний особняк (на червоній лінії вулиці, сучасний № 72), за ним — дерев'яний житловий флігель (№ 72-а), одноповерхові службові будівлі — каретний сарай, стайня, льохи, льодовня, у глибині садиби був сад і город. Не пізніше 1884 року садиба перейшла у власність до дворянки Л. Щелкановцевої, яка 1887 року перебудувала чоловий особняк, який обклали цеглою та прибудували підвальний поверх. За будівельними роботами наглядав архітектор А.-Ф. Краусс, який, імовірно, і був автором проєкту перебудови особняка. У 1896 році архітектор О. Кривошеєв розробив проєкт будівництва нового триповерхового флігеля на місці старого дерев'яного та пізніше наглядав за відповідними будівельними роботами. В той же час був зведений двоповерховий дерев'яний флігель у глибині садиби (№ 72-г).
У 1901 році садиба перейшла у власність до підданого Австро-Угорщини, музиканта А. Соколя, у 1908 році — до присяжного повіреного Володимира Гельда. На замовлення останнього архітектор М. Артинов збудував новий чотириповерховий флігель (№ 72-в) та надбудував мансардою старий триповерховий флігель.
Усі будинки садиби використовувалися як прибуткові: були розділені на окремі квартири та здавалися в найм.
У 1917 році садибу придбав дворянин С. Коско, який того ж року перепродав її дворянці Г. Ржепецькій. Останніми власниками садиби стали у січні 1919 року міщанин П. Гольдман і купець А. Вейліс. Після встановлення у Києві радянської влади садибу в 1922 році націоналізували.
У липні 2005 року Київська міська рада передала ділянку площею 0,1 г за адресою вул. Богдана Хмельницького, 72 «г» у довгострокову оренду строком на 15 років політику Давиду Жванії «для реконструкції житлового будинку із влаштуванням офісу» (рішення від 7 липня 2005 року № 600/3176). Згідно з деклараціями про прибутки будинки № 72-б, 72-в і 72-г станом на 2005 рік належали Давиду Жванії або членам його родини.
У тому ж, 2005 році Державне управління справами планувало звести на ділянці по вулиці Богдана Хмельницького, 72-74 житловий шестиповерховий будинок із паркінгом, проєкт будинку, розроблений архітектором Юрієм Бородкіним, затвердили на засіданні містобудівної ради, проте через активний опір місцевих мешканців, зокрема, УПЦ Київського патріархату, яка збудувала на цій ділянці капличку святого Миколая, будівництво так і не почалося. У 2010 році Київрада скасувала рішення про передачу ДУС ділянки під забудову.

## Опис
Ділянка, на якій розташована садиба, має складний рельєф із різким перепадом, видовжена вглиб кварталу.
Головний будинок, зведений у 1846 році та перебудований 1887 року, стоїть на червоній лінії забудови вулиці, він двоповерховий, із мурованим першим поверхом і дерев'яним другим, Г-подібний у плані. Вальмовий дах вкритий бляхою, перекриття пласкі. Фасади мають стримане декорування у стилі класицизму. Чоловий фасад п'ятивіконний (вікно на лівій осі замуроване), завершений профільованим карнизом. Його вікна на першому поверсі — із лучковими перемичками, прикрашені замковими каменями, на другому — прямокутні, декоровані дерев'яними різьбленими наличниками, прямокутними сандриками та підвіконними карнизами. Дворовий фасад на рівні другого поверху тинькований та пофарбований. Вікна бічного та дворового фасаду прямокутні, на рівні другого поверху декоровані сандриками із різьбленим орнаментом. Внутрішнє планування будинку — секційного типу. Головний вхід розташований по лівій осі будинку, проте у 2000 році при проведенні ремонтних робіт облаштували ще один вхід на центральній осі чолового фасаду.
Флігель № 72-б, зведений у 1896—1897 і надбудований у 1908 році, стоїть на правій межі ділянки, перпендикулярно до чолового будинку, прилучаючись до нього торцем. У 2006 році у будинку був проведений капітальний ремонт із перебудовою, в рамках якої замість мансарди надбудували повноцінний четвертий поверх із мансардою. Будинок чотириповерховий, із мансардою та підвалом, прямокутний у плані, мурований, фарбований. Чоловий фасад симетричний, двоосьовий, розчленований горизонтально міжповерховими гуртами та карнизами. Між третім і четвертим поверхами — профільований карниз, виділений аркатурним фризом. Осі чолового фасаду підкреслені лопатками, рустованими на рівні першого поверху, та акцентовані вікнами четвертого поверху, обрамленими портиками із трикутними фронтонами. Вікна переважно прямокутні, із клинчастими перемичками та замковими каменями, на осях на рівні третього поверху — півциркульні, декоровані профільованими архівольтами, що спираються на спрощені вузькі пілястри. Підвіконня вікон третього поверху підкреслені гуртами, до перебудови 2006 року мали рельєфні вставки із рослинним та геометричним орнаментом. Внутрішнє планування — секційного типу.
Флігель № 72-в, зведений у 1908—1909 роках, стоїть паралельно чоловому будинку, декорований у стилі раціонального модерну. Будівля чотириповерхова із підвалом і надбудованою у XXI столітті мансардою, односекційна, Т-подібна у плані, мурована, тинькована, фарбована. Перекриття пласкі. Чоловий фасад симетричний, розчленований міповерховими гуртами та карнизами, завершений профільованим карнизом, центральна вісь підкреслена аттиком із трапецієвидним вікном. Вікна першого поверху прямокутні, тристулкові, з вузькими наличниками, вікна другого і третього поверхів прямокутні, вузькі, здвоєні, одностулкові, вікна четвертого поверху — вузькі, одностулкові, з лучковими перемичками. Головний вхід розміщений на центральній осі будинку, підкреслений порталом із модерним декором у вигляді рельєфних тондо з потрійними гуртами; на лівій осі — трапецієвидний отвір проїзду до внутрішнього подвір'я. Парадна і чорна сходові клітки розташовані на центральній осі будинку, вікна парадної клітки — тристулкові, еркерного типу.
Флігель № 72-г зведений у 1897 році, стоїть у глибині ділянки, за будинком № 72-в. Будівля двоповерхова із підвалом, у плані прямокутна, дерев'яна на мурованому фундаменті, перший поверх наприкінці 1960-х років обкладений червоною цеглою. Дах двосхилий, вкритий бляхою, перекриття пласкі. Чоловий фасад на центральній осі має портал із трикутним фронтоном. Вікна прямокутні, первісно на першому поверсі були прикрашені дерев'яними наличниками та різьбленими надвіконними фільонками, на другому поверсі — наличниками із канелюрами. Наріжжя на рівні другого поверху прикрашали канелюровані пілястри. На початку XX століття будинок був обшальований та потинькований, стіни другого поверху і фронтон — фарбовані. Внутрішнє планування — секційне, є парадні та чорні сходи. Станом на початок XXI століття будинок нежилий, частково у приватній власності і слугує як комерційне приміщення.

## Видатні мешканці
- Костянтин Паустовський — російський письменник українського походження, у 1902—1903 роках мешкав із батьками у чоловому будинку садиби[9].

## Галерея

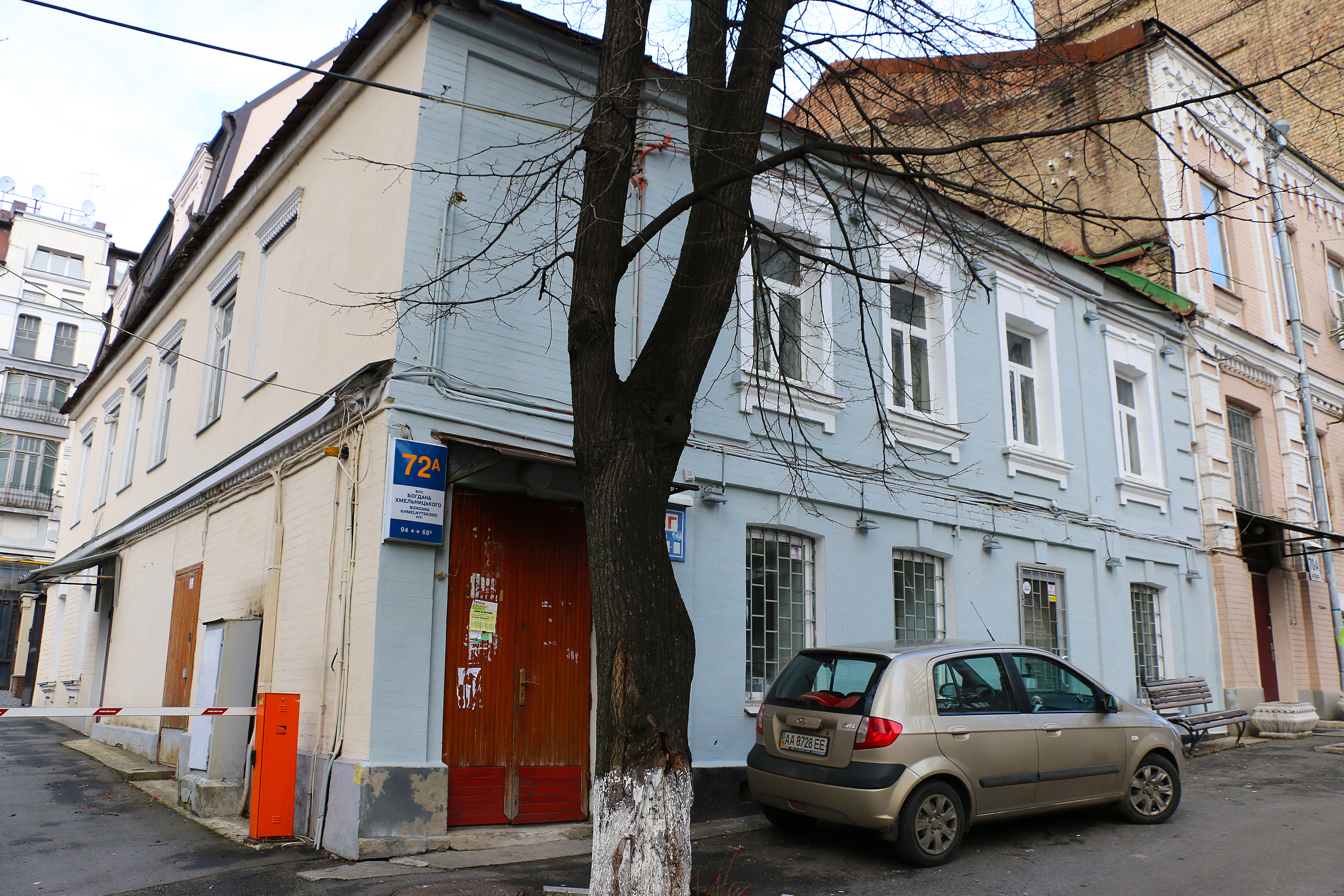
Чоловий будинок № 72 (72-а)
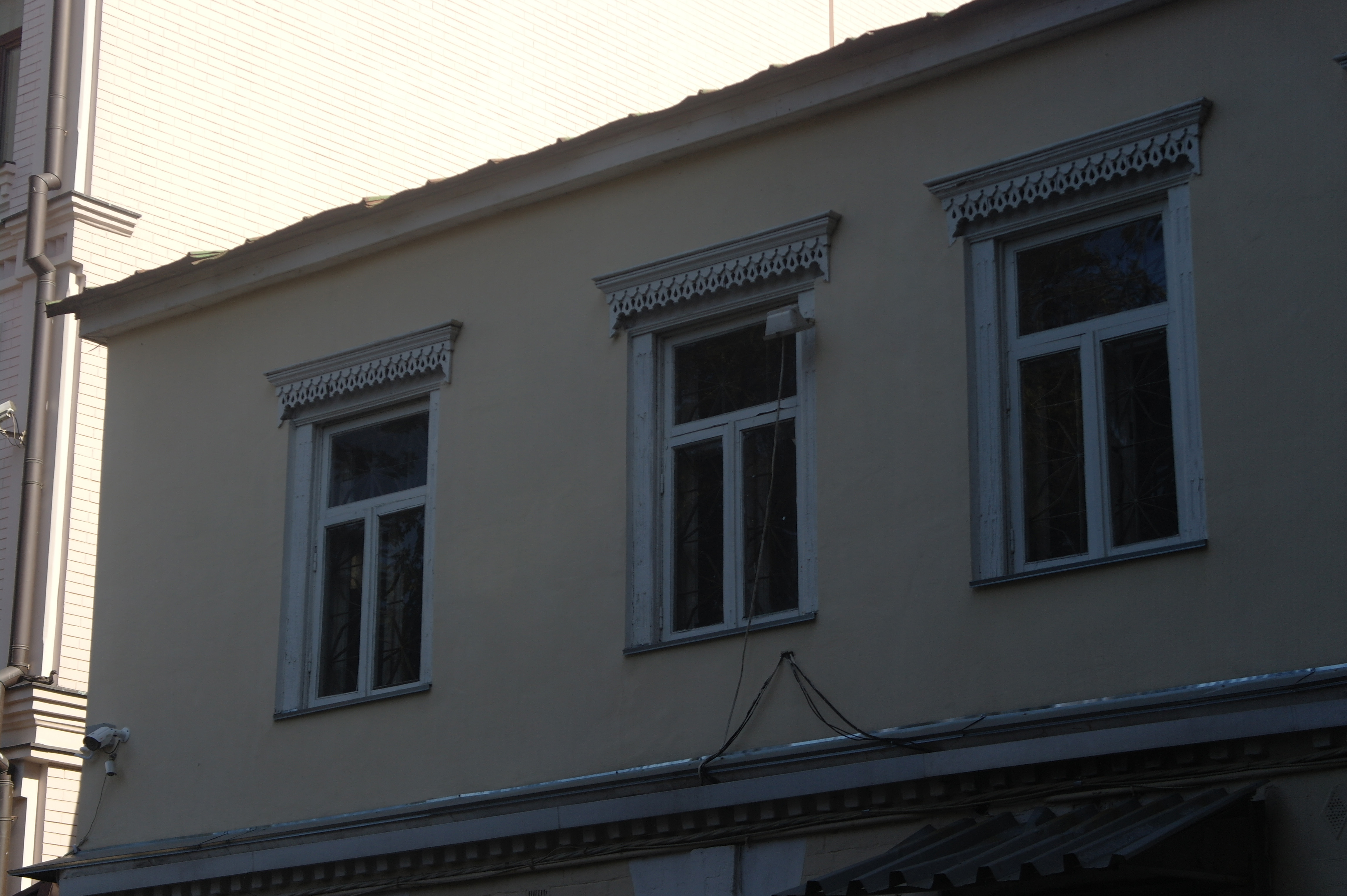
Вікна дворового фасаду чолового будинку
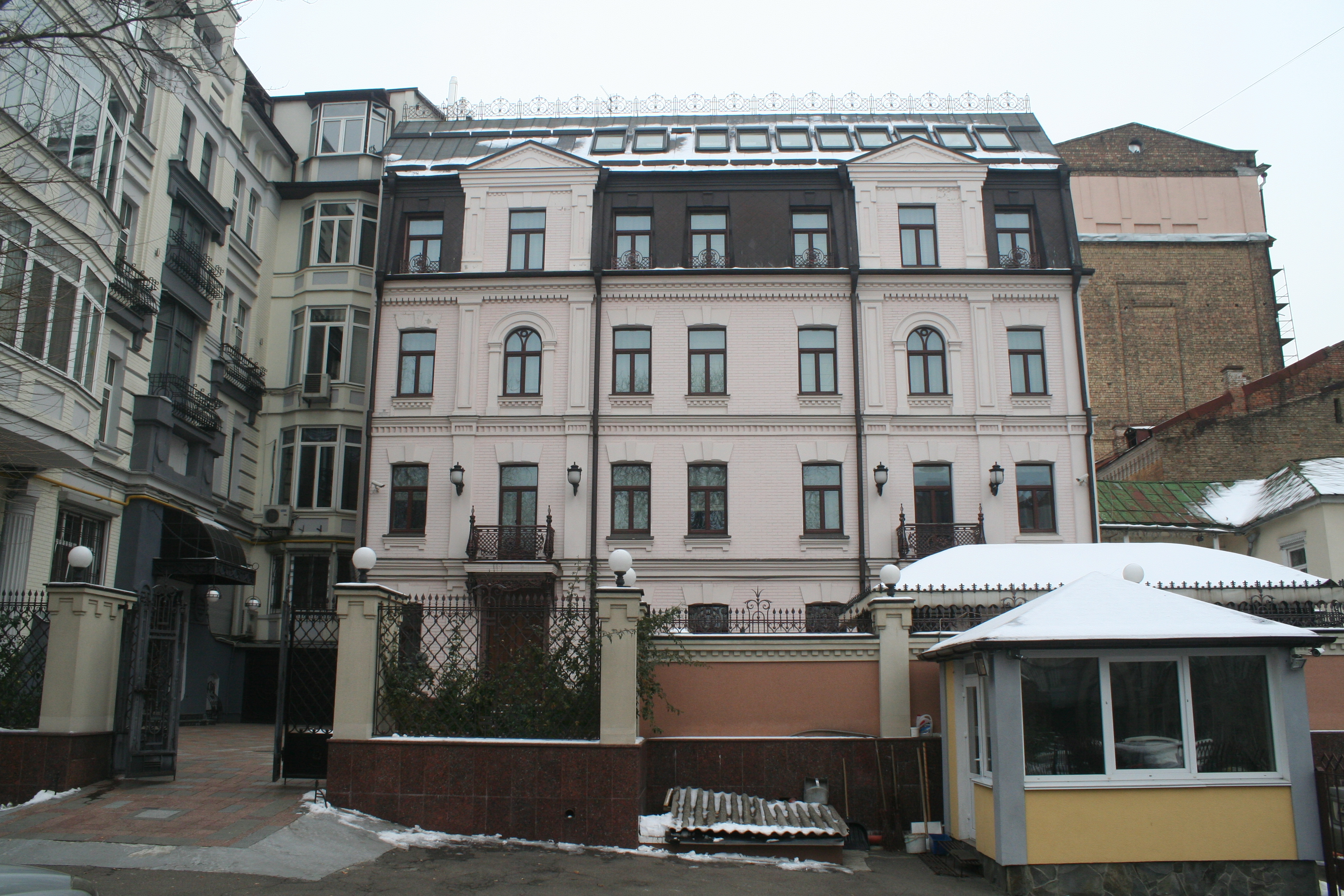
Будинок № 72-б
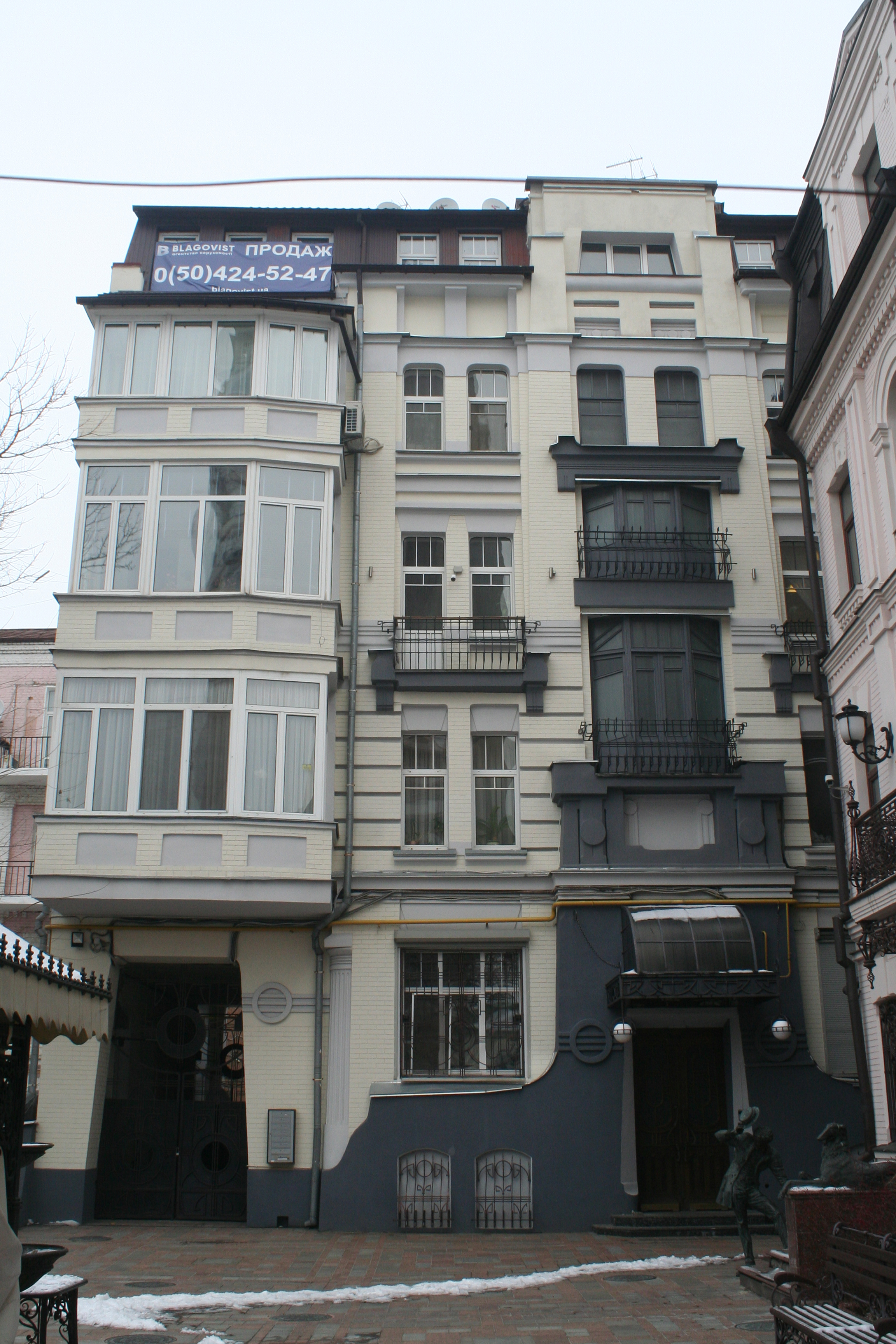
Будинок № 72-в
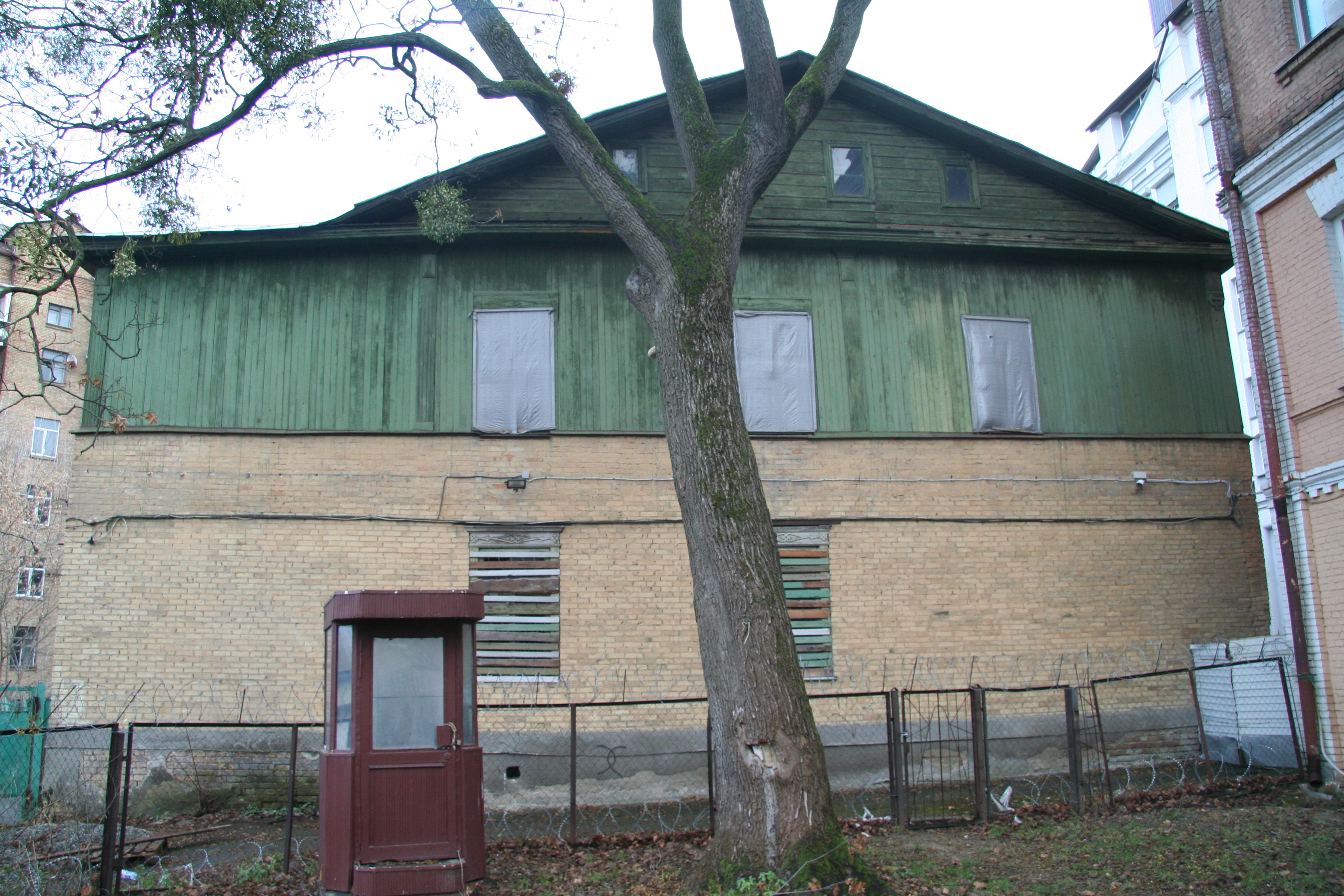
Будинок № 72-г